# Bundeswahlkreis Dunkley
Koordinaten: 38° 20′ S, 145° 8′ O

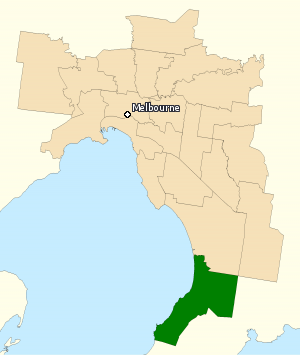
Lage des Wahlkreises in der Metropolregion Melbourne.

Der Bundeswahlkreis Dunkley ist ein Wahlkreis (englisch electoral division) für die Wahl eines Abgeordneten des australischen Repräsentantenhauses. Er liegt im südlichen Teil der Metropolregion Melbourne im Bundesstaat Victoria. Der Wahlkreis umfasst die Orte Frankston, Mornington und Mount Eliza.
Er wurde nach der australischen Gewerkschafterin und Frauenrechtlerin Louisa Margaret Dunkley benannt und 1984 angelegt.
Seit 2024 ist Jodie Belyea von der Australian Labor Party die amtierende Abgeordnete des Wahlkreises.

## Bisherige Abgeordnete
| Name                 | Partei                     | Amtszeiten |
| -------------------- | -------------------------- | ---------- |
| Bob Chynoweth        | Australian Labor Party     | 1984–1990  |
| Frank Ford           | Liberal Party of Australia | 1990–1993  |
| Bob Chynoweth        | Australian Labor Party     | 1993–1996  |
| Bruce Billson        | Liberal Party of Australia | 1996–2016  |
| Christopher Crewther | Liberal Party of Australia | 2016–2019  |
| Peta Murphy          | Australian Labor Party     | 2019–2024  |
| Jodie Belyea         | Australian Labor Party     | 2024–      |